# Lincoln MKZ
De Lincoln MKZ is een auto in de hogere middenklasse van de Lincoln divisie van Ford voor met name de Noord-Amerikaanse markt.

## Eerste generatie (2006-2012)
De Lincoln MKZ werd in 2006 als de toekomstige opvolger van de Lincoln LS als de Lincoln Zephyr op de markt gebracht. In 2007 werd een revisie van de Lincoln Zephyr op de markt gebracht en deze werd vanaf toen Lincoln MKZ genoemd (in lijn met andere nieuwe Lincoln modellen die allen met MK beginnen). In 2010 werd nog een revisie op de markt gebracht, wederom als de Lincoln MKZ. In 2011 werd de Lincoln MKZ Hybrid op de markt gebracht als concurrent van de Lexus HS 250h.
De eerste generatie Lincoln MKZ was een luxere versie van de Ford Fusion en Mercury Milan.

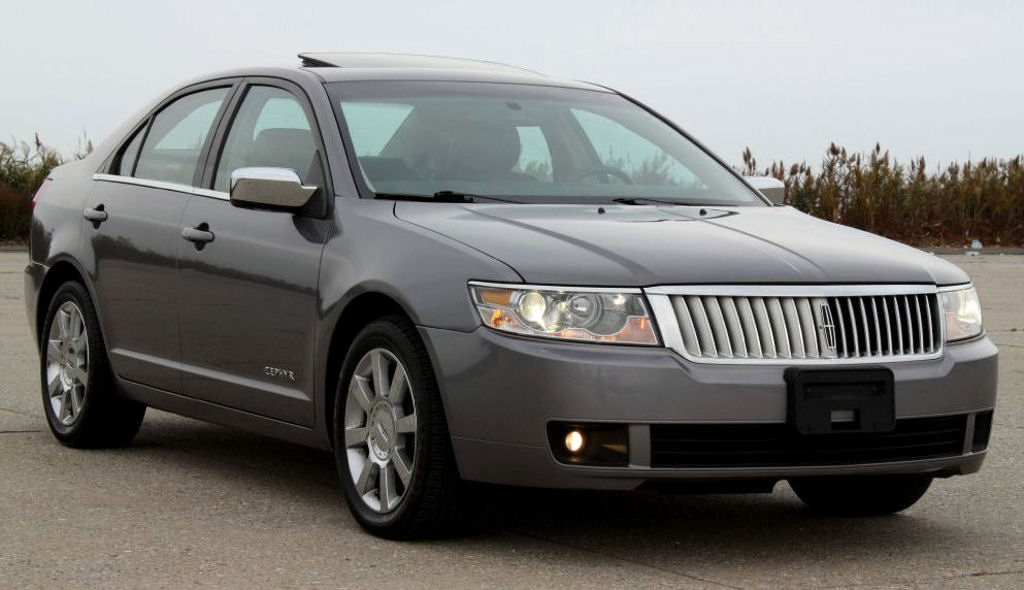
Lincoln Zephyr (2006)
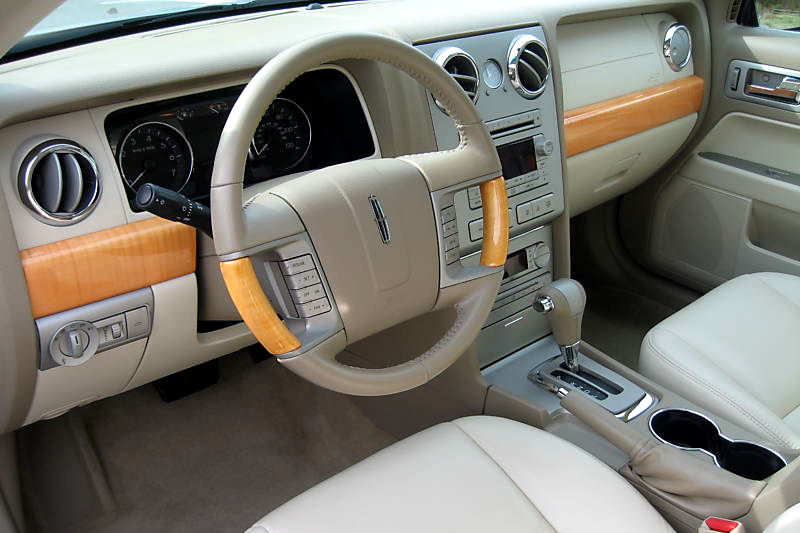
Lincoln Zephyr (2006), interieur
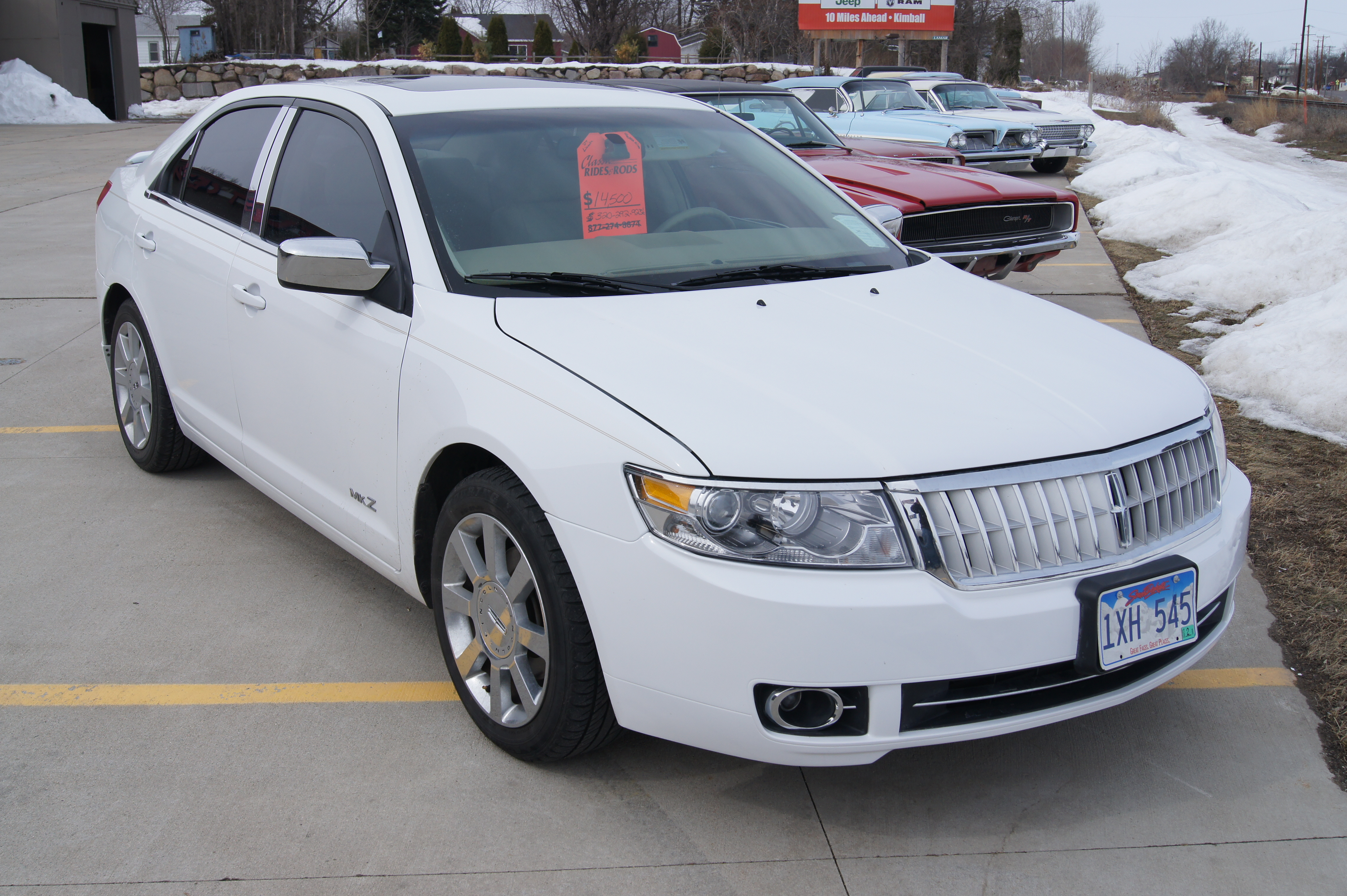
Lincoln MKZ (2007)
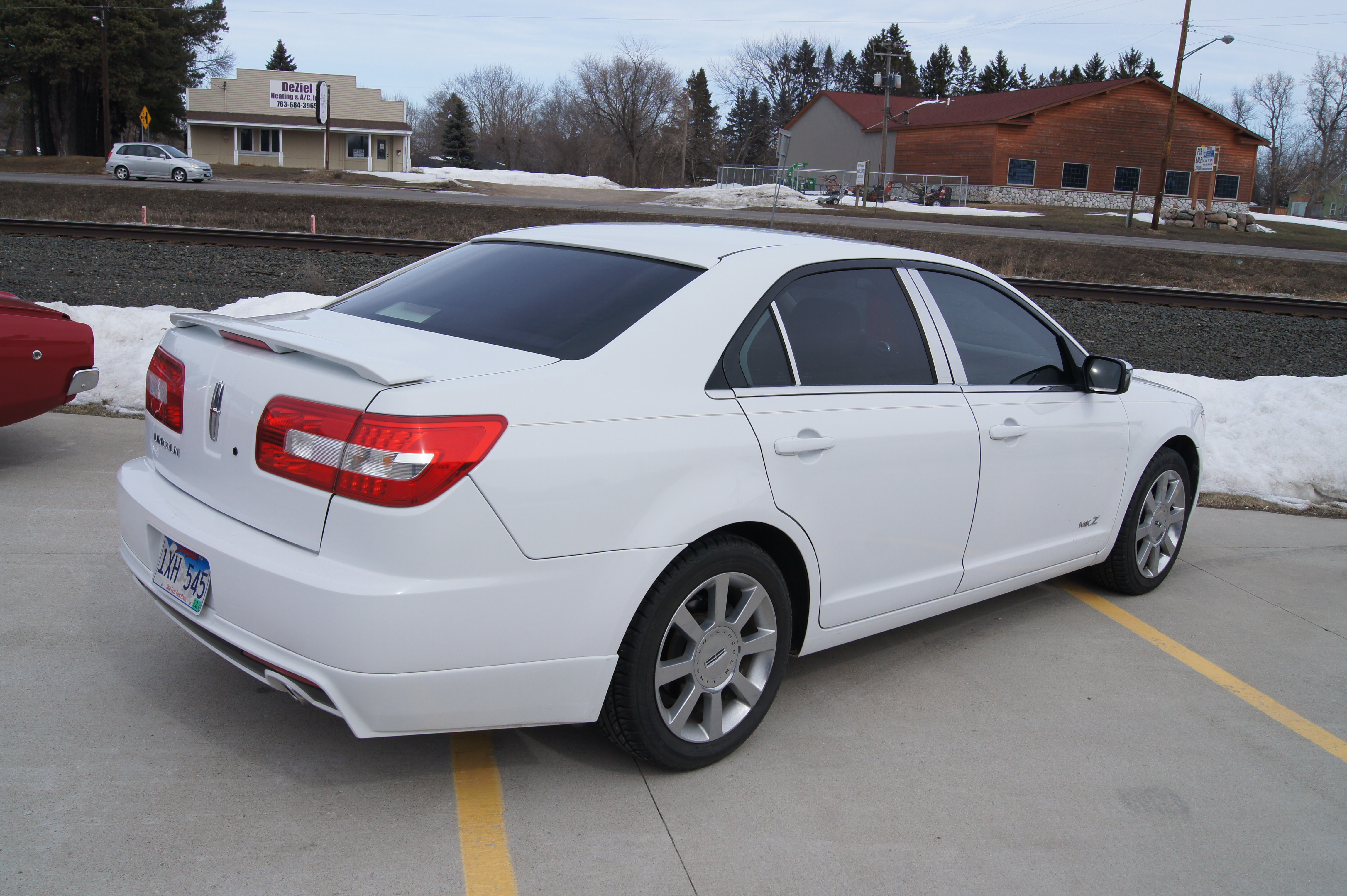
Lincoln MKZ (2007), achteraanzicht
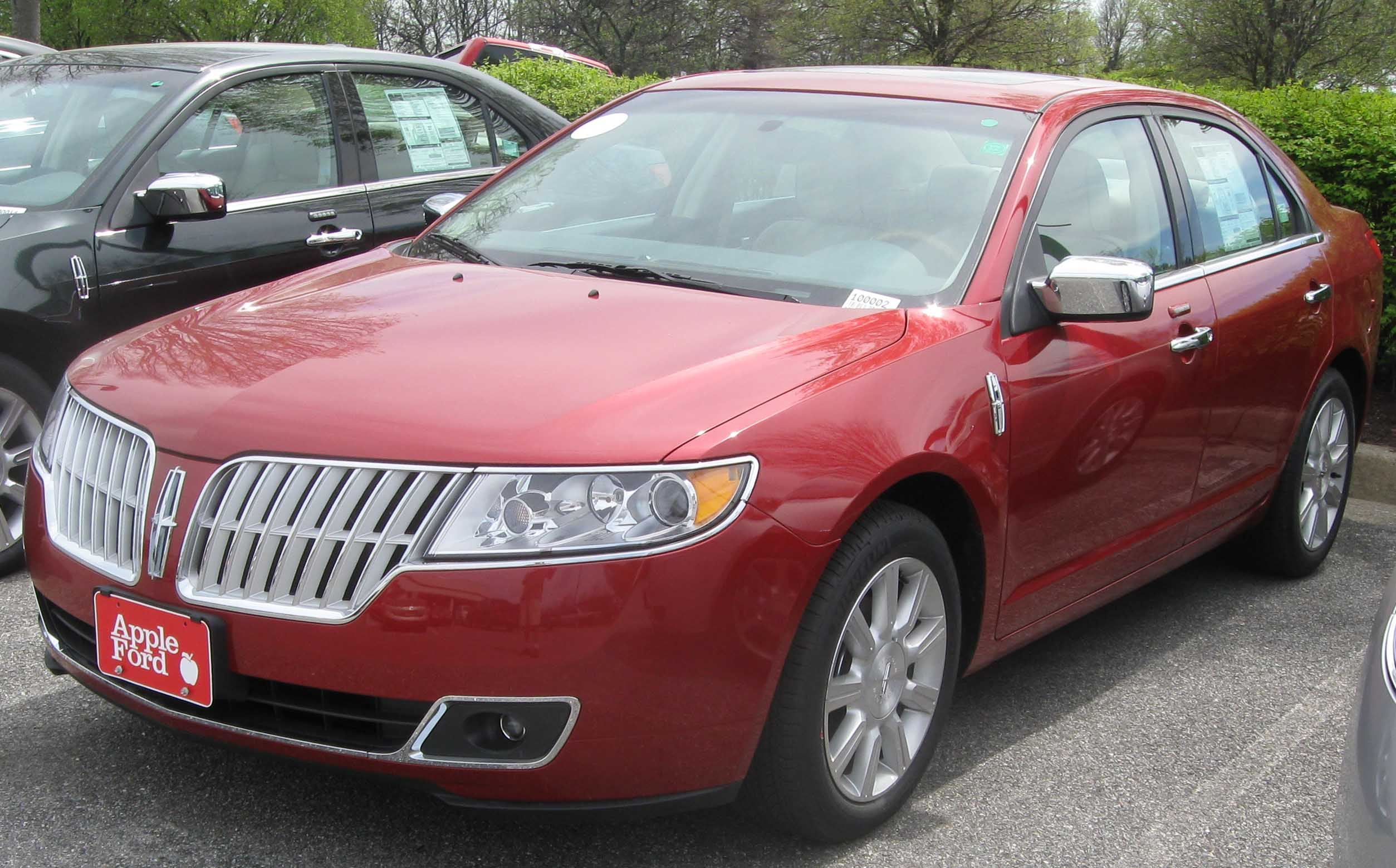
Lincoln MKZ (2010)
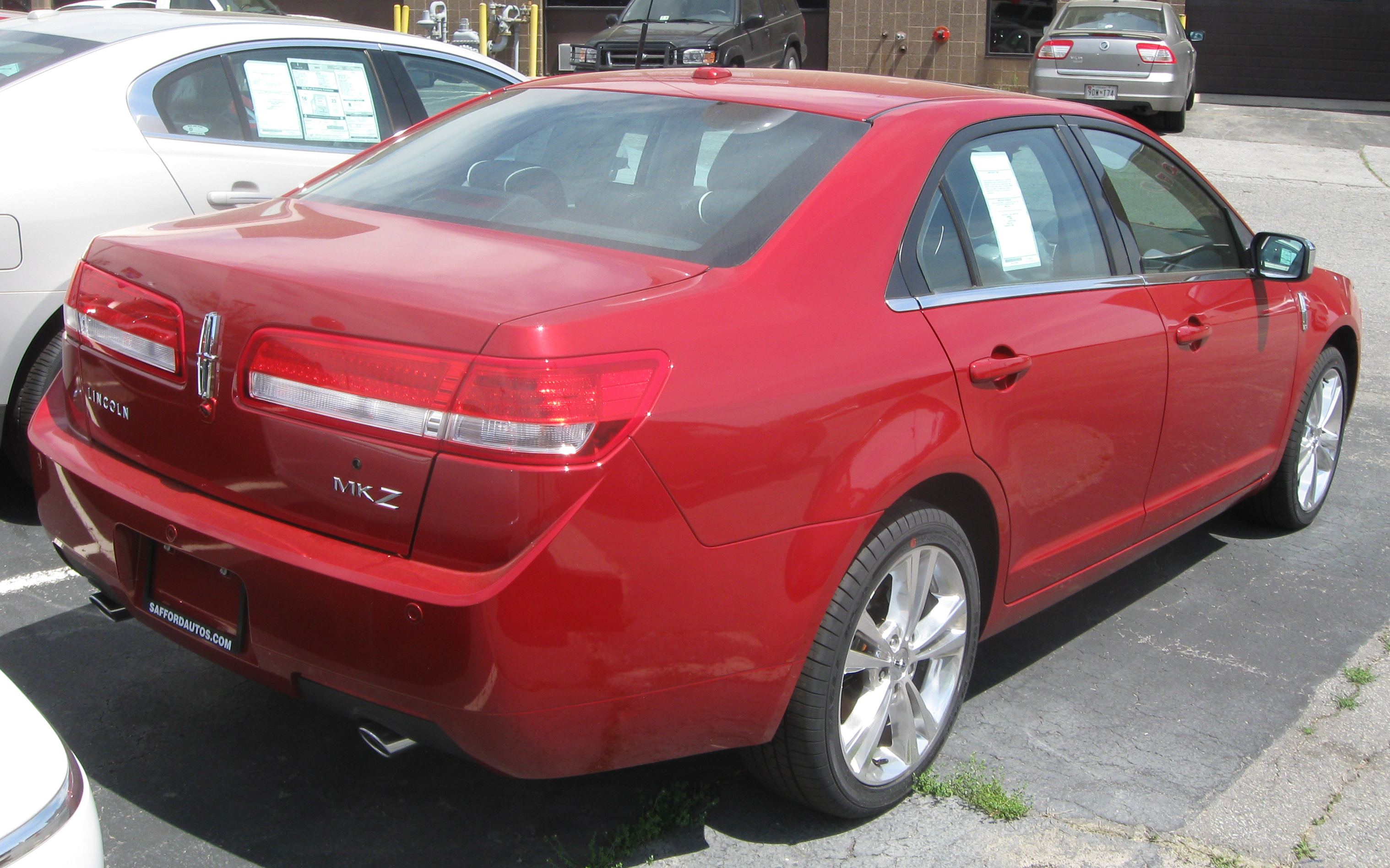
Lincoln MKZ (2010), achteraanzicht
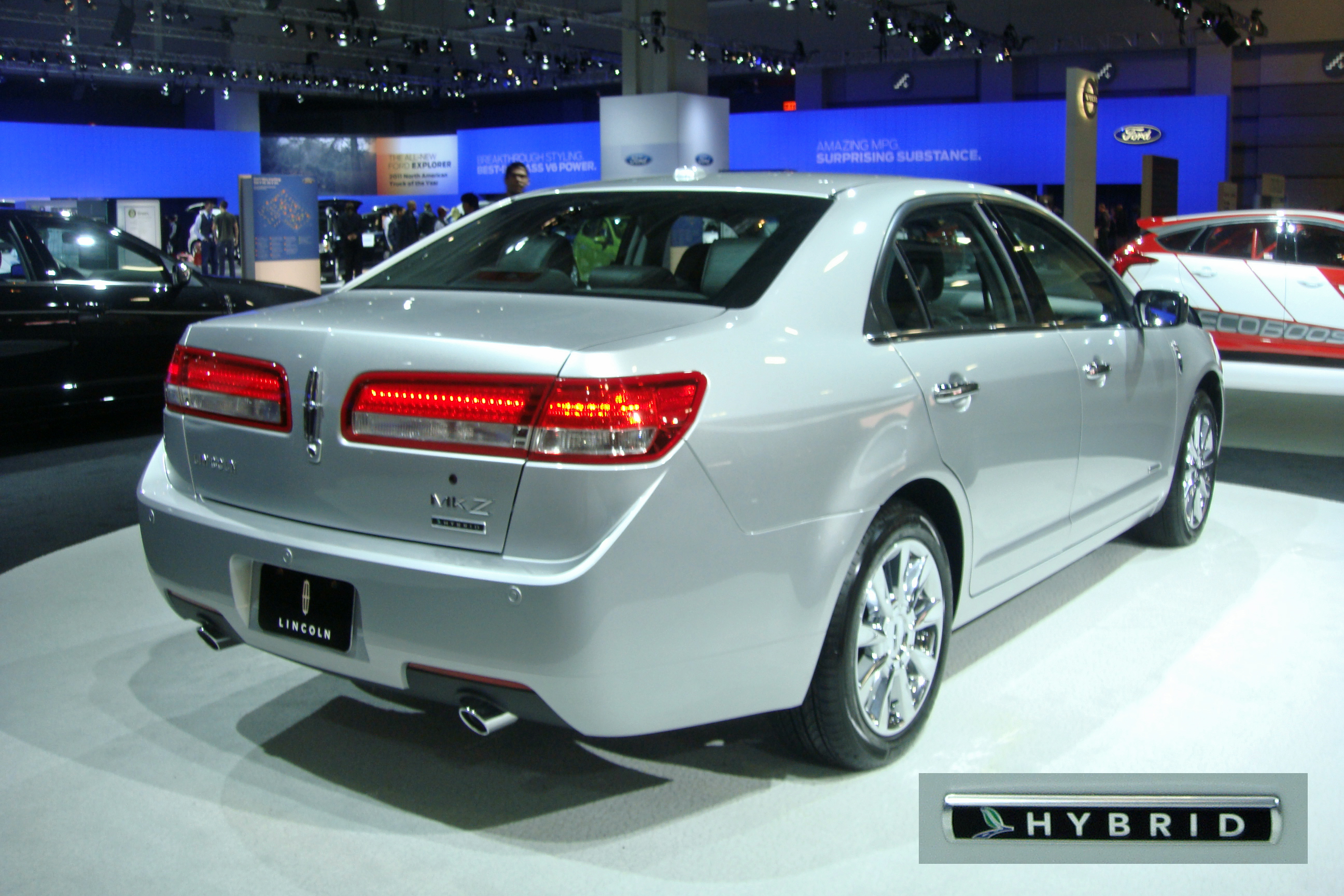
Lincoln MKZ Hybrid (2011) met het hybrid-logo
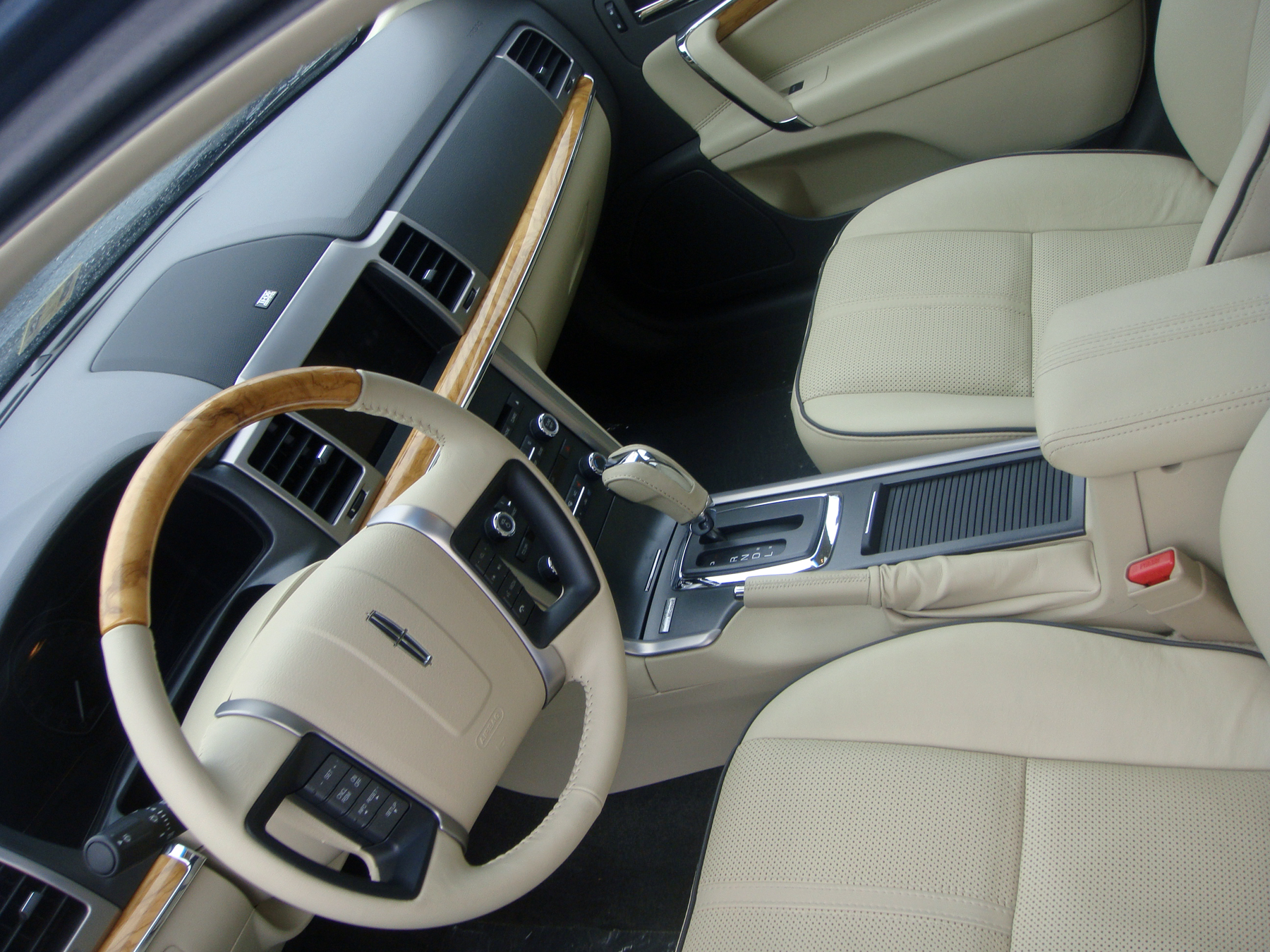
Lincoln MKZ Hybrid (2011), interieur

## Tweede generatie (2013-2020)
De tweede generatie Lincoln MKZ werd in 2013 uitgebracht met een nieuw ontwerp en met keuze uit drie motoren: een 240 pk sterke 2,0-liter EcoBoost vier-in-lijn benzinemotor, een 300 pk sterke 3,7-liter V6 benzinemotor of een hybride configuratie gebaseerd op de 2,0-liter motor. De wagen was leverbaar met voorwielaandrijving of vierwielaandrijving.
In 2017 kreeg de tweede generatie MKZ een facelift met een nieuw radiatorrooster en nieuwe koplampen. De 3,7-liter V6 werd vervangen door een 3,0-liter twin-turbo V6.
De tweede generatie Lincoln MKZ was een luxere versie van de Ford Fusion/Mondeo en Ford Taurus.

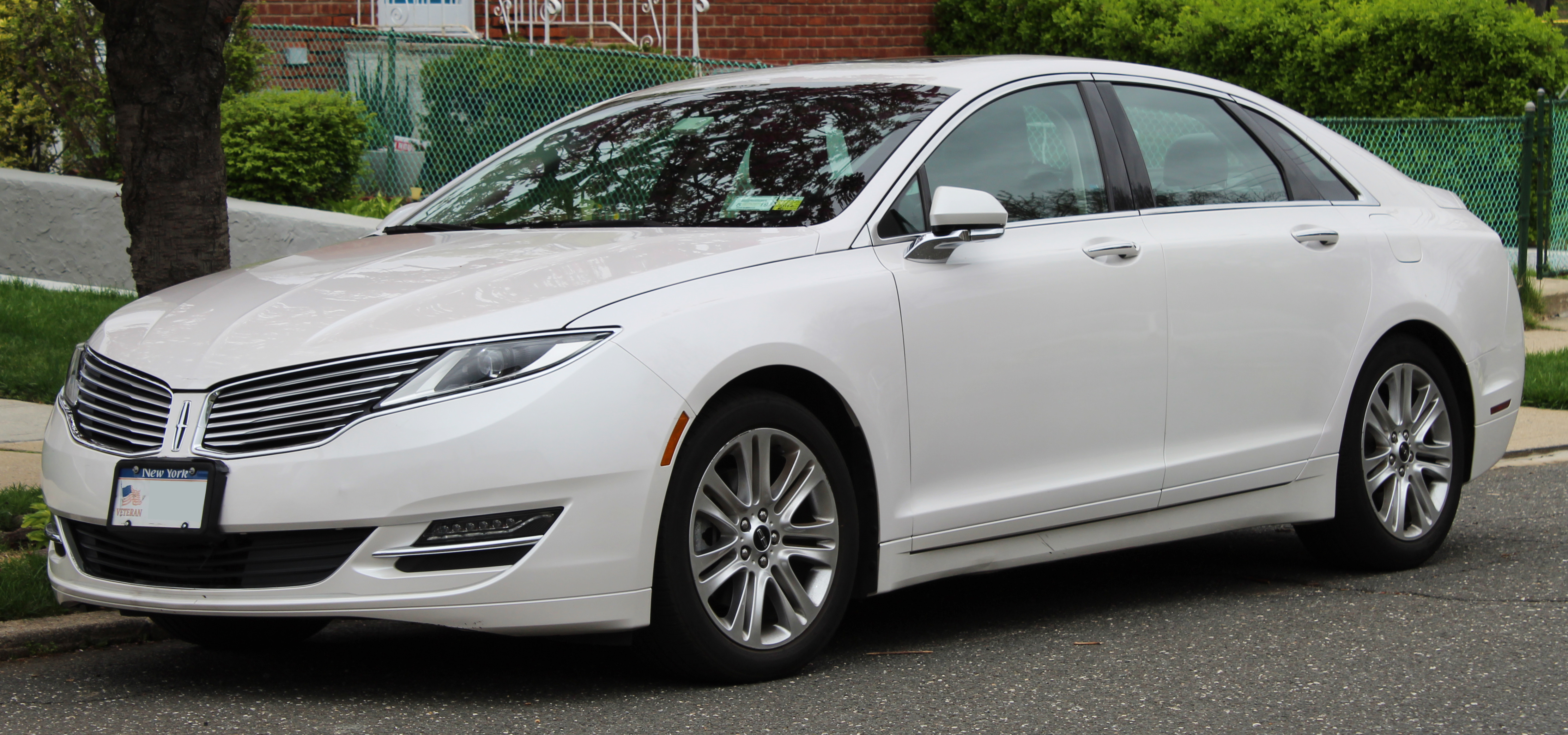
Lincoln MKZ (2016)
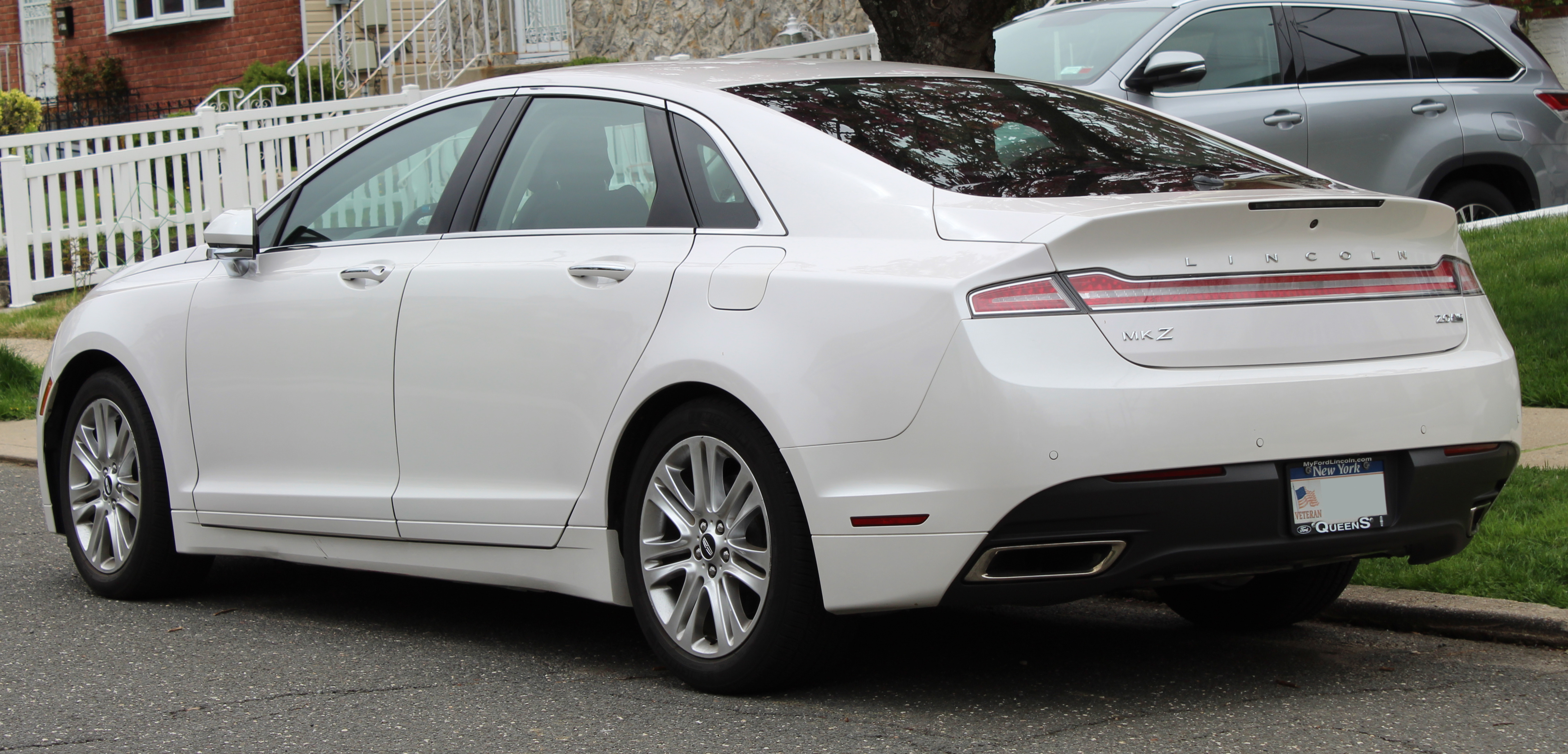
Lincoln MKZ (2016), achteraanzicht
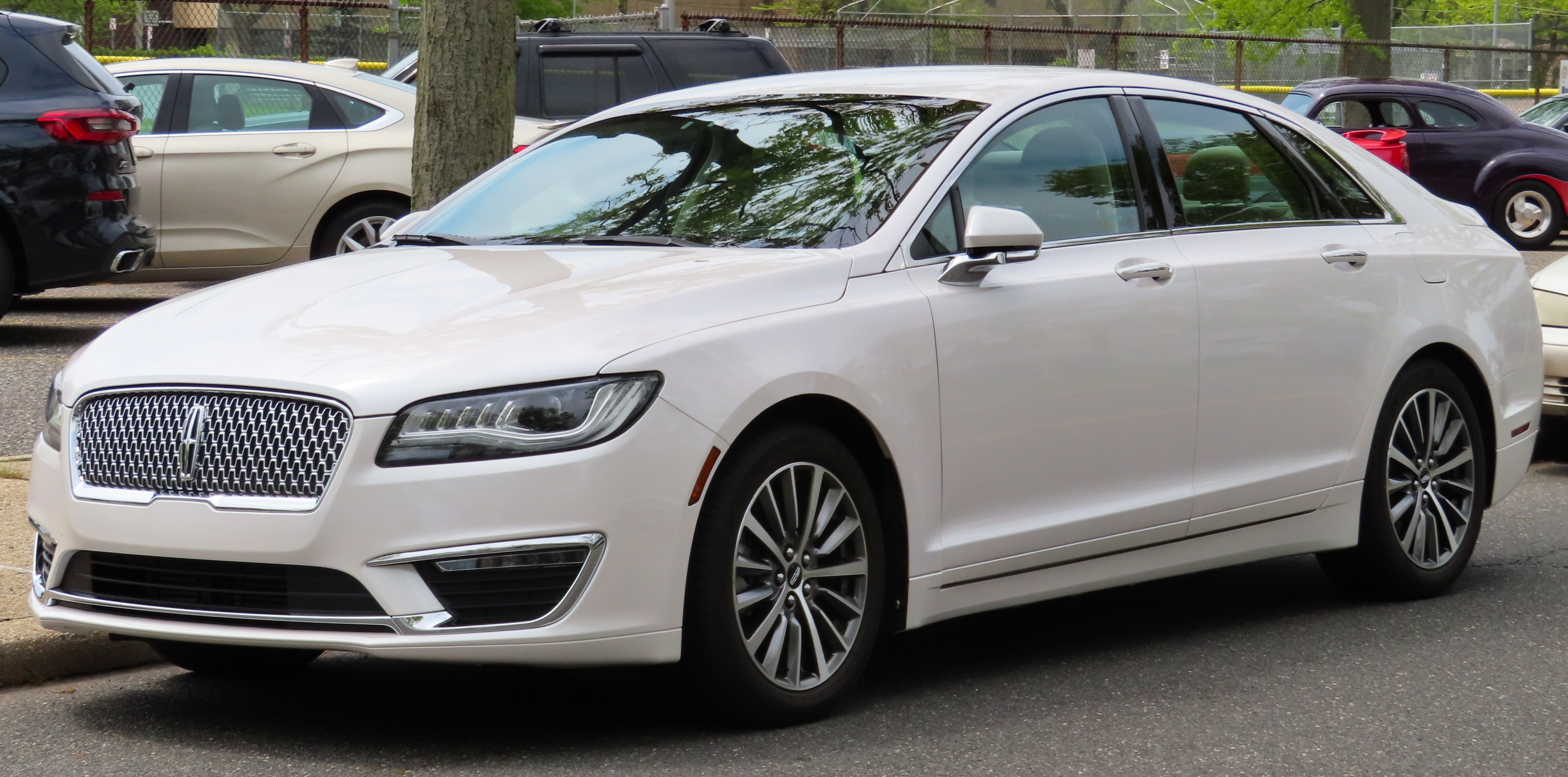
Lincoln MKZ (2017), facelift

## Verkoopcijfers
Noord-Amerika:
- 2005: 4.985
- 2006: 33.114
- 2007: 34.363
- 2008: 30.117
- 2009: 22.081
- 2010: 22.535 (waarvan 1.192 hybride)
- 2011: 27.529 (waarvan 5.739 hybride)
- 2012: 28.053 (waarvan 6,067 hybride)
- 2013: 32.361 (waarvan 7,469 hybride)
- 2014: 34.009 (waarvan 10,033 hybride)
- 2015: 30.901 (waarvan 8,403 hybride)
- 2016: 30.534 (waarvan 7,219 hybride)
- 2017: 27.387 (waarvan 5,931 hybride)
- 2018: 19.852
- 2019: 17.725
- 2020: 12.518

China:
- 2015: 2.801
- 2016: 7.325
- 2017: 12.497
- 2018: 12.560